# Râul Izvorul Roșu, Botizu
Râul Izvorul Roșu este un curs de apă, în județul Maramureș, afluent al râului Botizu.

## Hărți
- Harta județului Maramureș
- Harta muntii Gutâi  Arhivat în 4 martie 2016, la Wayback Machine.
- Harta zonei turistice Budești-Băiuț
- Harta munții Lăpuș [nefuncțională]